# Glaucosomatidae
La famiglia Glaucosomatidae comprende 4 specie di pesci d'acqua salata, appartenenti all'ordine Perciformes.

## Distribuzione e habitat
Queste specie sono diffuse nell'Indo-Pacifico, dall'Australia al Giappone.

## Descrizione
La lunghezza massima varia da 32 a 122 cm, secondo le specie.

## Etimologia
Il nome scientifico deriva dalle parole greche glaukos, grigio-verde e soma, corpo e significa dal corpo bianco, descrivendo così la caratteristica livrea cerulea delle specie appartenenti a questa famiglia.

## Specie
- Glaucosoma buergeri
- Glaucosoma hebraicum
- Glaucosoma magnificum
- Glaucosoma scapulare